# Dafydd Wigley
Dafydd Wigley, Barón Wigley (nacido el 1 de abril de 1943) en un político de Gales. Se desempeñó como miembro del parlamento del Reino Unido por el distrito galés de Caernarfon entre 1974 y 2001 y como miembro de la Asamblea Nacional de Gales por Caernarfon desde 1999 hasta 2003, en ambos casos por el partido Plaid Cymru. Histórico referente político galés, fue líder de dicho partido entre 1981-1984 y 1991-2000. El 19 de noviembre de 2010 se anunció que se le había concedido el título de Lord por la Reina Isabel II, y tomó su asiento en la Cámara de los Lores como barón Wigley por Caernarfon el 24 de enero de 2011.
Wigley es ciudadano ilustre de Caernarfon.

## Primeros años y familia
Wigley nació en Derby, Inglaterra, siendo el único hijo de Elfyn Edward Wigley y Myfanwy Batterbee. Asistió a la escuela Rydal en Caernarfon antes de ir a la Universidad Victoria de Mánchester, recibiéndose de contador público. Fue empleada de la empresa The Hoover Company como interventor antes de entrar en el Parlamento.
Se casó con la arpista internacional Elinor Bennett, también galesa. La pareja tuvo cuatro hijos, pero sus dos hijos gemelos fallecieron de una enfermedad genética. La cndición de sus hijos influyó en la dirección de su carrera, y él tomó un gran interés en los asuntos de las personas con discapacidad, teniendo varios cargos en grupos parlamentarios y organizaciones relacionadas al tema, además de ser patrocinador de la Ley de Personas con Discapacidad en 1981.

## Carrera política

### Parlamento británico
En 1974 Wigley se convirtió en uno de los primeros tres diputados del Plaid Cymru en ser elegidos en las elecciones generales al Parlamento Británico, y el primero en convertirse en presidente del partido en 1981, tras la renuncia de Gwynfor Evans después de la devastadora derrota del referéndum de Gales de 1979. Las elecciones a la presidencia fueron vistas como un papel decisivo en la decisión de la dirección futura del psrtido. Wigley tenía ideales socialdemocráticas moderadas, en agudo contraste con su candidato rival Dafydd Elis Thomas, un izquierdista socialisma. El triunfo de Wigley en 1981 fue en gran medida una victoria pírrica, pues ganó la presidencia, pero Elis Thomas tuvo una mayor influencia sobre la ideología del partido en toda la década de 1980. En 1984 Wigley renunció a la presidencia debido a la salud de sus hijos, pero regresó al cargo en 1991 tras la renuncia de Elis Thomas, quedando en el puesto hasta el 2000.
Como parte de la Cámara de los Comunes, formó parte del Comité de Asuntos Públicos en 1997 y el Comité de Asuntos de Gales entre 1983 y 1987.

### Asamblea Nacional de Gales

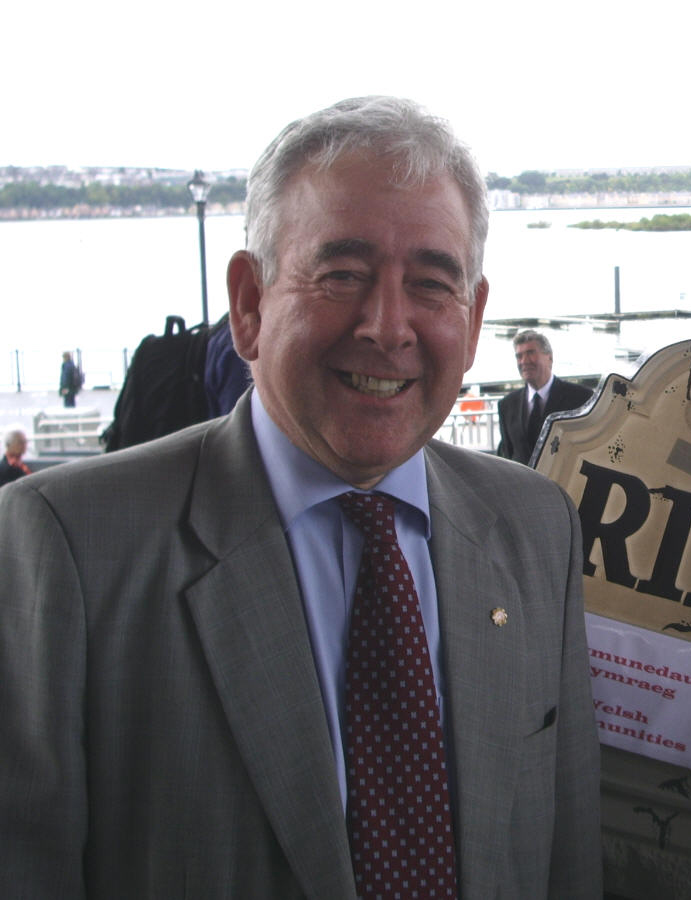
Wigley en 2006.

En 1999 Wigley se convirtió en miembro de la Asamblea Nacional de Gales, desempeñando el cargo hasta 2003. En ese años se convirtió en pro-Rector de la Universidad de Gales. En 2013 formó parte del Comité del Legado Olímpico y Paralímpico de la Cámara de los Lores.
Actualmente, Wigley es escritor de artículos semanales regulares para el periódico Daily Post (de noticias del norte de Gales) y ocasionalmente colabora con las cadenas de la BBC, ITV y otras emisoras independientes. También es director de Gwernafalau Cyf, que se dedica al diseño de equipos médicos.

### Viajes notables
Entre el 28 y el 31 de mayo de 2014 viajó a Barcelona, España, para aprender y conocer acerca de los planes del gobierno de Cataluña para la celebración de la consulta sobre el futuro político de la región de ese año. La visita fue financiada por la Generalidad de Cataluña.
En enero de 2015 en la Patagonia Argentina surgió la propuesta de hermanar Trelew con Caernarfon, donde nació Lewis Jones, idealizador de la colonización galesa en Argentina con el motivo de la celebración de los 150 años de la colonia. El acuerdo quedó concretado el 28 de febrero ante la presencia de Wigley, quien participó también como presidente honorario de la Sociedad Gales-Argentina. Hacia fines de enero, las autoridades galesas de Caernarfon ya habían firmado el acuerdo. Este fue redactado tanto en idioma galés como en idioma español como eran los antiguos documentos de la colonia.
El 24 de febrero, el Ministerio de Relaciones Exteriores argentino recibió a Wigley y al resto de la delegación galesa en Buenos Aires. Wigley habló sobre su apoyo al diálogo entre la Argentina y el Reino Unido por la cuestión de las Islas Malvinas, destacando que la celebración de los 150 años de la llegada de los inmigrantes galeses «debería ser una oportunidad para reanudar las negociaciones» entre ambos países. En otro medio, Wigley declaró que «los festejos de los 150 años pueden ser un apoyo para ayudar a la Argentina con el tema de la soberanía de las Malvinas» y que «sería lo ideal para arrancar con el diálogo constante entre una y otra nación, sería un punto de partida».
Wigley, no solo es presidente honorario de la Sociedad Gales-Argentina, sino también de la Comisión de Festejos del Sesquicentenario en el país de Gales.

## Premios
En 2008, Wigley fue galardonado con el cargo de Presidente Honorario en Ciencias Empresariales en la Universidad de Bangor.